# فوزية سلامة
فوزية سلامة (15 يونيو 1941 - 28 يوليو 2014)، إعلامية وباحثة اجتماعية وصحفية وروائية مصرية. ولدت في القاهرة. ودرست وتعلمت وتغربت في إنجلترا بسن صغير والتحقت بكلية الآداب قسم اللغة الإنجليزية. وكانت تقدم برنامج كلام نواعم في إم بي سي 1 إلى جانب فرح بسيسو ورانيا برغوث ومنى أبو سليمان وهبة جمال. ورأست سلامة تحرير مجلة سيدتي. عملت في عدة برامج في القسم العربي من هيئة الإذاعة البريطانية بي بي سي. وكانت تكتب مقالا أسبوعيا في جريدة الشرق الأوسط
.
اصيبت في عام 2013 بمرض سرطان البنكرياس رغم أنها خضعت لجراحة استئصال عضو البنكرياس كاملاً لمنع تفشي الخلايا السرطانية في أعضاء أخرى في الجسم.

## مسيرتها
تخرجت من جامعة القاهرة وسافرت إلى آيرلندا للالتحاق بالدراسات العليا في الأدب الإنجليزي وحصلت على درجة الماجستير من كلية ترينيتي بدبلن، لتصبح إعلامية وباحثة اجتماعية وصحافية وروائية. وقد تولت عدة مناصب هامة خلال مسيرتها المهنية منها رئاسة تحرير مجلة سيدتي وصحيفة الشرق الأوسط، كما عملت في برنامج كلام نواعم على محطة إم بي سي.

## الدخول لمجال الإعلام
كانت تحكي قصتها مع الإعلام، بأنها دخلت المجال الإعلامي عن طريق المصادفة، حيث أنها تقدمت للعمل كمترجمة في إحدى دور النشر التي انتقلت إلى لندن مع بداية الحرب الأهلية اللبنانية؛ حيث كانت تبحث عن عمل خارج مجال دراستها، لكونها تدرس الأدب الإنجليزي.
وما أن بدأت عملها كمترجمة، لاحظ رئيس التحرير حسها الصحفي، فقرر تدريبها، وهكذا انتقلت من الترجمة إلى العمل الصحفي وعملت لمدة خمس سنوات، إلى أن انتقلت إلى صحيفة الشرق الأوسط، ومن ثم مجلة سيدتي.
ثم ترقت تدريجيا في سيدتي إلى نائب رئيس تحرير بعد سنة، وعندما استقالت فاتنة أمين شاكر التي تولت رئاسة التحرير بهدف العودة إلى السعودية تولى رئاسة التحرير وقتها عماد الدين أديب، إلى أن انتقل بدوره إلى مجلة "المجلة"، فطلب من فوزية سلامة أن تتولي رئاسة التحرير، وعندما تلقت خبر اختيارها لرئاسة التحرير، وكان ذلك عام 1983.

## البرامج الذي قدمتها
| اسم البرنامج | فترة التقديم | على قناة   |
| ------------ | ------------ | ---------- |
| كلام نواعم   | 2002 - 2014  | إم بي سي 1 |

## العمل الصحفي
- رئاسة تحرير مجلة سيدتي
- رئاسة تحرير صحيفة الشرق الأوسط

## حياتها العائلية
في إحدى حلقات برنامج كلام نواعم قالت فوزية: «الحب في الشباب غير الحب بعد الخمسين، فزوجي الأول رحمه الله تجسدت فيه كل أحلام الصبا، فكان رجلا جميلا، بطل كمال أجسام ودمه خفيف وكريم، فيه كل الصفات التي تحلم بها البنت، تدريجيا بدأت أشعر أن تلك الصفات لا تشكل أساسا متينا للزواج، ومن هنا بدأ الاختلاف». وأضافت: «استمر الزواج 18 عاما؛ ورزقنا بابنة، ولكن عدم التجانس الكامل، وضع لعلاقتنا الزوجية حدا، وانفصلنا في نهاية المطاف ولكن بود».
وعن زواجها الثاني، قالت: «وبعد 10 سنوات، التقيت بزوجي الثاني، وجلسنا نتحدث مع بعضنا 3 ساعات في أول لقاء، فأحببت عقله وتفكيره، بهرني بعلمه وبأخلاقه وطيبة قلبه، وقررت أن أتزوجه، وحينما طلب مني الزواج قلت له» اطلبني من بنتي«، ووافق على ذلك وتوجه إليها، وهي سألته» لماذا تتزوج؟«فقال لها لأنني أحترمها وأتوقع أننا سنقيم عائلة، وتزوجنا فعلا وعشنا حياة سعيدة للغاية».

## قصتها مع عبد الحليم
في مقابلة تلفزيونية كشفت فوزية سلامة عن قصتها مع عبد الحليم، وكيف وجدها وحيدة في المطار تبكي لأنها لم تجد أحدا ينتظرها، مشيرة إلى أن والدها فقط هو الذي دعمها في السفر، على رغم معارضة إخوتها. وأضافت: “جلست أبكي في المطار لشدة خوفي، وحينها وجدت الراحل عبد الحليم حافظ قد رأى دموعي وأشفق على حالي، فتقدم إلي ليسألني لماذا أبكي، خاصة أن ملامحي العربية لفتت نظره، وعلق يومها كيف يستطيع الناس إرسال أولادهم هكذا، وقد أثار حفيظتي تعليقه، خاصة أنني كنت وقتها أعتبر نفسي راشدة، غير أنني بلعت غروري أملا في نجدته”.
وتابعت: يومها رافقت عبد الحليم حافظ ومعه محمد فؤاد حسن إلى الفندق؛ حيث حجز لي غرفة ورتب أموري، وفي اليوم الثاني ذهبت إلى مكتب البعثات، وحين عدت لأدفع إيجار الغرفة، وجدت أنه دفع الحساب ولم أر وجهه مرة أخرى”. وأنهت سلامة حديثها قائلة: "لم أدرك أهمية مساعدة لقاء عبد الحليم، حتى إني فكرت آنذاك كيف سأخبر والدتي بالأمر، وهل ستصدقني؟”.

## وفاتها
توفيت ظهر يوم الاثنين 28 يوليو 2014 الموافق أول أيام عيد الفطر لعام 1435هـ، بعد معاناتها الطويلة مع مرض سرطان البنكرياس.